# Skärjen (Nora socken, Västmanland)
Skärjen är en sjö i Hällefors kommun och Nora kommun i Västmanland och ingår i Göta älvs huvudavrinningsområde. Sjön har en area på 2,78 kvadratkilometer och ligger 159,1 meter över havet.

## Delavrinningsområde
Skärjen ingår i det delavrinningsområde (660217-143622) som SMHI kallar för Utloppet av Skärjen. Medelhöjden är 200 meter över havet och ytan är 26,42 kvadratkilometer. Räknas de 159 avrinningsområdena uppströms in blir den ackumulerade arean 2 182,57 kvadratkilometer. Gullspångsälven (Liälven) som avvattnar avrinningsområdet har biflödesordning 2, vilket innebär att vattnet flödar genom totalt 2 vattendrag innan det når havet efter 317 kilometer. Avrinningsområdet består mestadels av skog (83 procent). Avrinningsområdet har 2,99 kvadratkilometer vattenytor vilket ger det en sjöprocent på 11,3 procent.